# Château d'Argenteuil
Pour les articles homonymes, voir Argenteuil.
Le château d'Argenteuil est un château situé à Waterloo (Belgique), sur le domaine d'Argenteuil situé sur le territoire des communes de Waterloo, Ohain (Lasne) et La Hulpe dans la province du Brabant wallon (Belgique). Acquis par l'État belge, le château Tuck abrita le roi Léopold III de Belgique et son épouse Lilian Baels, après que le roi eut abdiqué et quitté le château de Laeken.
Le château actuel remplace un précédent, détruit en 1847.

## Premier château (1837-1847)
Le comte Ferdinand de Meeûs propriétaire du domaine d'Argenteuil entame la construction d'un château en 1837. Les travaux sont achevés en 1847, mais le château est immédiatement ravagé par un incendie.
La seule vue connue de celui-ci est le tableau de la famille de Ferdinand de Meeûs peint par Fanny Geefs avant l'incendie.

## Château actuel (1858)
Un nouveau château est construit au même emplacement entre 1856 et 1858 sous la direction de l'architecte Jean-Pierre Cluysenaar. Voir photo ci-contre.
L'aménagement du parc fut confié à l'architecte-paysagiste Edouard Keilig.
Cet édifice de style renaissance française abrite de 1973 à 2016 la Scandinavian School Queen Astrid et depuis sa fermeture par l'École Européenne de Bruxelles-Argenteuil.
Après la mort de Ferdinand de Meeûs, c'est son épouse qui reprend la propriété. Son testament est très clair ; c'est sa fille Henriette, célibataire, qui reprend le château et son parc tout ce qu'il contient à l'exception de certains objets soigneusement décrits. À sa mort, elle choisit le couple de Meeûs-Martini pour lui succéder.
En 1937 et 1938, deux arrêtés royaux accordèrent aux comtes de Meeûs et à leurs descendants le droit d’ajouter le nom d’Argenteuil à leur patronyme.
Le sort du deuxième château et de son parc issu du démantèlement de la propriété des Meeûs est quelque peu différent. Acquis par la S.A. Domaine d'Argenteuil appartenant à la famille Bernheim, il est cédé à des carmélites qui acceptent en contrepartie de remettre leurs propriétés autour de l'église du Sacré-Cœur de la rue Vanderkindere à Uccle. Trouvant cependant ce nouveau logis inadapté, les carmélites acceptent la proposition du baron Paul de Launoit (nl) de leur construire à ses frais mais sur ses propres terres un nouveau couvent sur une parcelle de trois hectares à proximité.
En 1937, c'est donc la Compagnie mobilière et immobilière liégeoise (COMIL), dont les barons Paul et Arsène de Launoit sont les principaux actionnaires qui est propriétaire du château Meeûs et de son parc. Après la Seconde Guerre mondiale, l'État belge acquiert le château qui accueille l'Institut normal d'économie ménagère agricole et l'ISTI, puis en 1992 le vend à l'école internationale Reine Astrid (en).

## Le château de William Hallam Tuck
Les descendants du comte Louis Meeûs divisèrent le domaine en plusieurs parties, qu'ils revendirent. En 1929, un homme d'affaires américain, William Hallam Tuck, racheta successivement deux parties du domaine (pour un total de 143 hectares 59 ares 11 centiares), sans le château des Meeûs qui appartenait à l'époque aux religieuses Carmélites déchaussées d'Uccle. William Tuck y fit construire une gentilhommière pour y résider durant la saison d'été. Ce fut l’architecte new-yorkais William Adams Delano (en) qui en conçut les plans. Cette gentilhommière (voir photo), considérée comme le troisième château d'Argenteuil, à l'origine nommé château « Bellevue » par son premier propriétaire ou château Tuck, est celle qui à partir de 1961, abrita la seconde famille du roi Léopold III et devint dès lors le Domaine royal d’Argenteuil.

### L'acquisition du château par l'État belge et arrivée du «Berlaymont»
Le 1er juin 1949, William Tuck vendit son domaine à l'État belge, qui en fit l'acquisition pour le compte de la Société nationale des chemins de fer belges (SNCB). En 1951, à l'initiative du Premier ministre Joseph Pholien, une loi conféra la jouissance du domaine d'Argenteuil au prince Charles de Belgique, comte de Flandre, pour le remercier d’avoir assuré la régence du royaume de 1944 à 1950. Mais celui-ci renonça bien vite à cette dotation. Le château fut alors aménagé pour accueillir les invités de marque venus visiter l'Exposition universelle de 1958.
En 1960, le comte Ludovic de Meeûs d'Argenteuil vend trente hectares du domaine ancestral aux religieuses du Berlaymont qui quittaient Bruxelles, leur couvent et le vaste parc privé y attenant étant exproprié par l'État belge pour y ériger le siège de l'administration européenne (ce que l'on nommait, à l'époque, le Marché Commun). Le siège européen est connu depuis sous le nom de Berlaymont qu'il a reçu en référence aux ancienne propriétaires religieuses, les Dames de Berlaymont. Celles-ci ont installé leur nouveau couvent et leur pensionnat pour jeunes filles dans le vaste parc qu'elles ont pu acheter à Argenteuil avec le produit de l'expropriation.

### Argenteuil devient Argenteuil-la-Royale
En 1961, le roi Léopold III quitta le château royal de Laeken avec sa seconde famille pour s’installer à Argenteuil. L’installation du roi dans le domaine nécessita des modifications du château et de ses dépendances, qui furent entreprises par le ministère des Travaux publics, au début de l’année 1960. Le couple royal et leurs enfants y résideront jusqu’au décès de la princesse de Réthy en juin 2002. Durant plus de quarante ans, il y eut deux cours royales en Belgique, celle de Laeken et celle d’Argenteuil. À Argenteuil, le couple royal se plaisait à recevoir de nombreuses personnalités issues du monde littéraire, scientifique, culturel, universitaire… C’est également en ces lieux que la Fondation cardiologique Princesse Lilian tenait ses colloques.
En avril 2003, sur décision du gouvernement belge, le château d’Argenteuil fut dépouillé des traces de ses anciens résidents royaux, avant d’être mis en vente par le service public fédéral Finances. Le 25 septembre 2004, le domaine fut racheté par Jean-Marie Delwart, chef d’entreprise passionné par l’éthologie. À l'époque, il avait été question que le domaine soit mis à la disposition de l'Union Européenne pour en faire la résidence d'un futur président européen dans le cas où la constitution de l'union, en préparation à l'époque, aurait prévu de créer, au sommet d'une éventuelle confédération européenne, un poste présidentiel (en référence au président des États-Unis ou, pour le moins, au président de la Confédération suisse). Si une telle perspective devait se réaliser un jour, le château d'Argenteuil prendrait place parmi les nombreux sièges présidentiels dont les noms constellent la politique mondiale tels l'Élysée, la Maison-Blanche, le palais du Quirinal, etc.).
Sur une autre parcelle du domaine, le baron de Launoit a fait construire par l'architecte Yvan Renchon la chapelle musicale Reine Elisabeth.

## Galerie

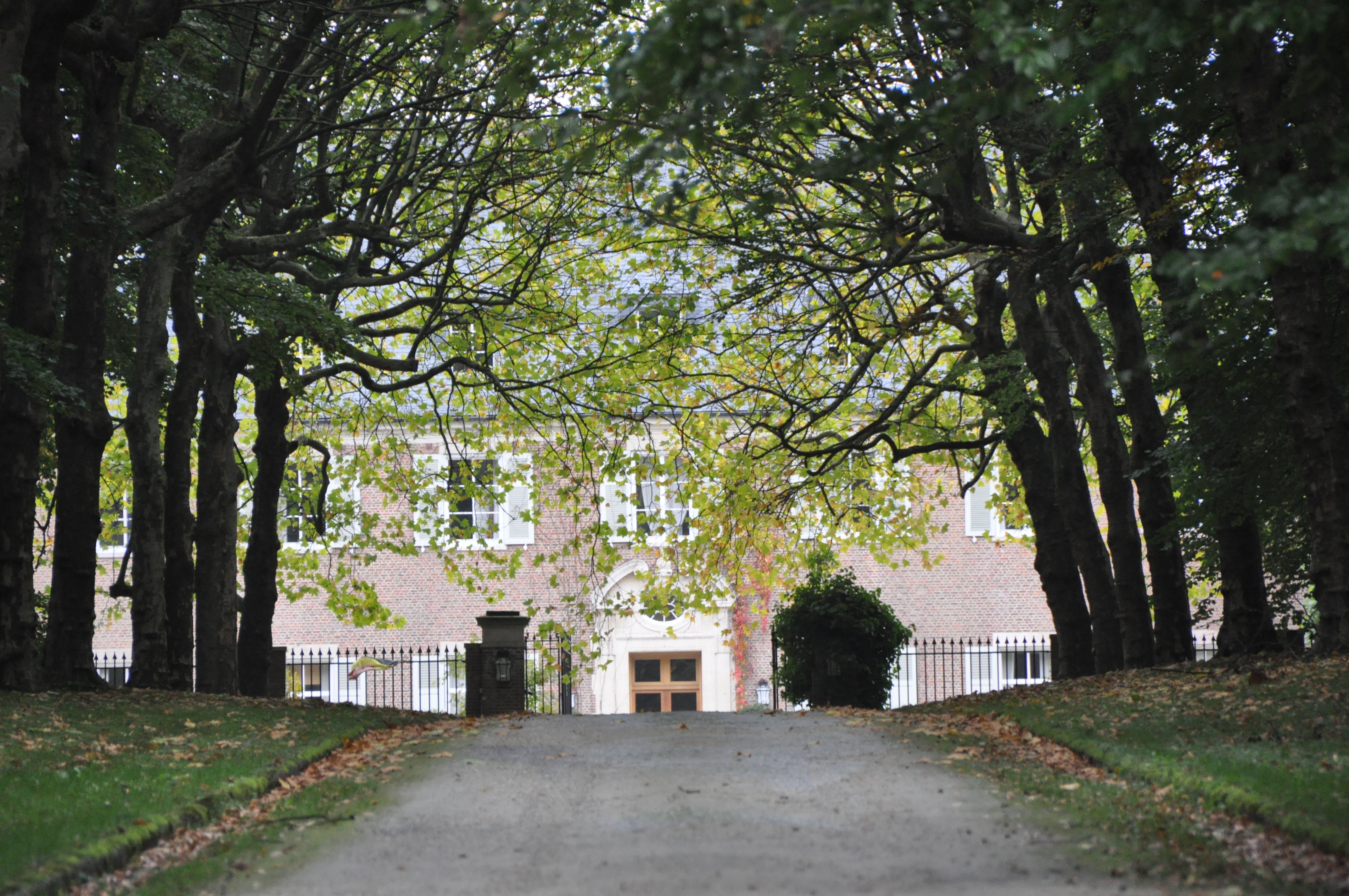
Le château Tuck, vu de la grille d'entrée.
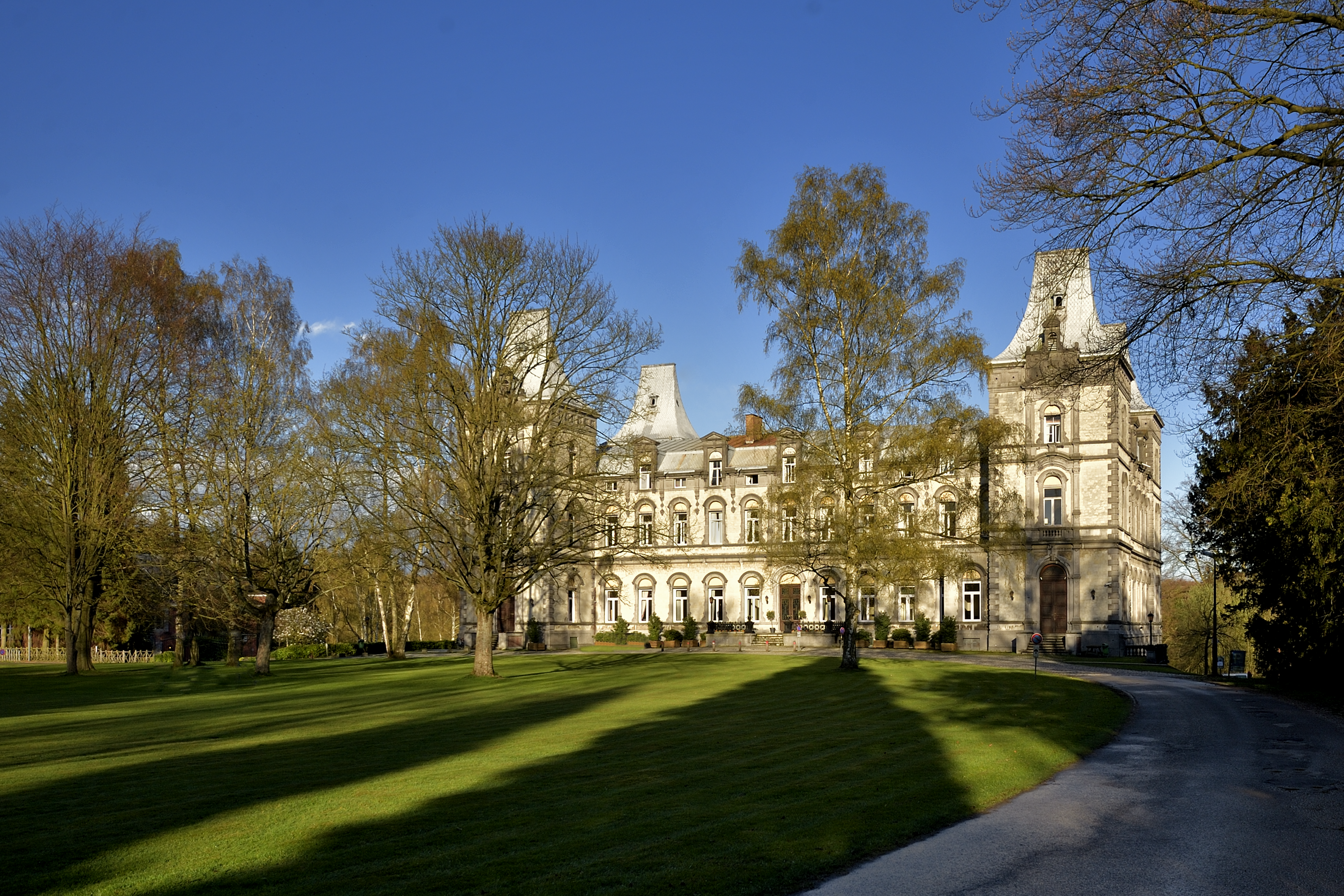
Le château Meeûs, vu depuis les jardins.
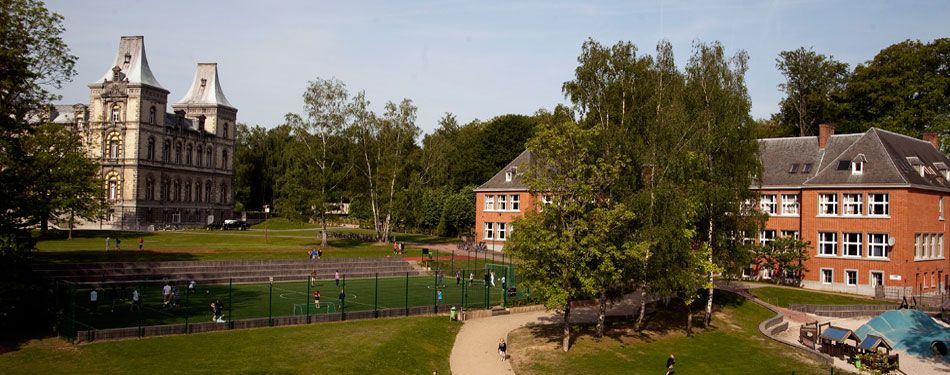
L'école internationale Reine Astrid (en).

## Sources
- Demey (T.), La ceinture verte de Bruxelles, Badeaux, Bruxelles, 2006, p 346 à 357.
- Michel Verwilghen, Le mythe d’Argenteuil : demeure d’un couple royal, Éditions Racine, Bruxelles, 2006.
- Nicolas Delvaux Léopold III, mon père. témoignage de la princesse Esmeralda. production  RTBF, 2011  film de 90 min format 16/9.
- Sarkis Geerts, Le propriétaire du Château d'Argenteuil renonce à sa vente, La Libre, 27 mai 2021, p. 13 et en ligne.